# Gustav Dittmer
Gustav Dittmer (geboren am 22. Dezember 1818 in  Königsberg (Preußen); gestorben am 20. Januar 1903 in Wiesbaden) war ein preußischer Landrat des Kreises Duisburg und Leiter mehrerer preußischer Eisenbahndirektionen.

## Leben
Der Protestant Gustav Dittmer war der Sohn des Oberpostsekretärs a. D. Friedrich Wilhelm Dittmer und dessen Ehefrau Maria Catharina Jacobina Dittmer, geb. Mittag. Nach dem Besuch eines Gymnasiums (seine Reifeprüfung legte er nicht in Königsberg ab) studierte Dittmer von 1839 bis 1842 in Königsberg Kameralwissenschaften. Mit Ablegung des ersten Staatsexamens trat Dittmer am 2. Dezember 1843 unter Ernennung zum Regierungsreferendar bei der Königlich Preußischen Regierung in Königsberg ein. Nach bestandenem zweiten Examen am 22. Januar 1848 zum Regierungsassessor ernannt, fand Dittmer im Weiteren bei der Regierung in Düsseldorf Beschäftigung. Von dort aus versah er von August 1848 bis September 1849 auftragsweise die Verwaltung des Kreises Duisburg und zwischenzeitlich vom 26. Juni bis zum 17. Dezember 1849 auch der Bürgermeisterei Elberfeld.
Während zwischenzeitlich vom 23. September bis zum 20. Dezember 1849 Wilhelm von Arnim auftragsweise die Verwaltung des Kreises Duisburg versah, kehrte Dittmer ab dem 20. Dezember 1849 dorthin zurück. Nach der definitiven Bestallung als Landrat in Duisburg am 4. Oktober 1850 und der formellen Amtseinführung am 23. November 1850 schied Dittmer Mitte des Jahres 1851 bereits wieder aus dem Amt.
Dittmer trat zum 1. August 1851 in die Königliche Direction der Westfälischen Eisenbahn in Paderborn ein und wechselte von dort am 11. September 1856 als Vorsitzender der Direktion zur Rhein-Nahe-Eisenbahn in Kreuznach. Nach Auflösung des Direktoriums zum 1. August 1859 wurde Dittmer Vorsitzender der Wilhelmsbahn in Ratibor und zum 15. Juli 1867 desgleichen bei der Westfälischen Eisenbahnen in Münster. Ab dem 1. Dezember 1871 war Dittmer dann Vorsitzender des Eisenbahn-Kommissariats in Koblenz und 1883/84 in gleicher Stellung in Breslau. 1884 trat er in den Ruhestand.
Am 10. September 1884 verlieh ihm der preußische König den Roten Adlerorden 4. Klasse. Ferner war er mit der Charakterisierung als Geheimer Regierungsrat ausgezeichnet worden. Dittmer starb 1903 als Geheimer Oberregierungsrat in Wiesbaden.

## Familie
Dittmer heiratete nach 1856 Ida Friederike Henriette Zolling (geboren am 4. Mai 1834 in Düsseldorf; gestorben am 14./15. Oktober 1890 in Frankfurt/Oder), eine Tochter des Regimentsarztes Gustav Adolph Zolling und dessen Ehefrau Albertine Zolling, geb. Friese.